# 阿丹雅巴勒區
阿丹雅巴勒區是索馬利亞的一個區，位於該國東南部的中謝貝利州，北接加勒古杜德州艾勒德爾區，西接希蘭州布洛布爾德區，南接中謝貝利州阿達雷區，東臨印度洋。

## 外部鏈結
- 阿丹雅巴勒區行政區域圖 （页面存档备份，存于）

3°46′43″N 46°14′46″E / 3.778543°N 46.246055°E